# Aljaž Jarc
Aljaž Jarc (Žabljak, 9 aprile 1999) è un ex ciclista su strada sloveno, attivo con il team Adria Mobil dal 2018 al 2023 e nazionale sloveno Elite nel biennio 2022-2023.

## Palmarès
- 2017 (Juniores)

Trofeo Guido Dorigo

## Piazzamenti

### Competizioni mondiali
- Campionati del mondo

Bergen 2017 - In linea Junior: 37°
Yorkshire 2019 - In linea Under-23: 37°

### Competizioni continentali
- Campionati europei

Herning 2017 - In linea Junior: 44º
Alkmaar 2019 - In linea Under-23: ritirato
Trento 2021 - In linea Under-23: 56º
Monaco di Baviera 2022 - In linea Elite: 107º
Drenthe 2023 - In linea Elite: ritirato